# リチャード・コンテ
リチャード・コンテ（Richard Conte,  本名：Nicholas Peter Conte, 1910年3月24日 - 1975年4月15日）は、アメリカ合衆国の俳優。

## 来歴

### 俳優としての特徴
ニュージャージー州ジャージーシティ出身、イタリア系アメリカ人。いくつかの仕事を転々とした後、エリア・カザンとジョン・ガーフィールドに俳優として見出され、ニューヨークのネイバーフッド・プレイハウスで学んだ。
1939年にブロードウェイで俳優デビュー。
1942年に20世紀フォックスと長期契約を結び、映画俳優として活動、主にフィルム・ノワールに多く出演、1950年代後半からはテレビドラマにも進出した。
フランク・シナトラの知己を得て『オーシャンと十一人の仲間』（1960年）にシナトラ一家の一員として出演し、『クィーン・メリー号襲撃』（1966年）やトニー・ローム・シリーズ『トニー・ローム/殺しの追跡』（1967年）と『セメントの女』（1968年）でもシナトラと息の合う共演ぶりを見せる。シナトラ作品以外にも『偉大な生涯の物語』（1965年）や『ホテル』（1966年）等の話題作でも存在感を示した。
晩年はイタリア映画などのヨーロッパの映画にも出演した。さらに、1972年公開の『ゴッドファーザー』で狡猾なボスのエミリオ・バルジーニを演じたのが契機となり、マフィア映画にも出演するようになった。
1975年4月15日、脳梗塞が原因の心臓発作で死去、65歳。

### イタリア映画界での足跡
1960年代末からハリウッド俳優がイタリア映画界へ出稼ぎすることは珍しいことではなくなった。『ウエスタン』（1968年）のヘンリー・フォンダの出馬以来、垣根が低くなり、ロッド・スタイガ－やチャールズ・ブロンスン、ジェームズ・コバーン、ウィリアム・ホールデン、エドワード・G・ロビンスン、ジェースン・ロバーズ、ジョン・アイアランド、アーサー・ケネディー等のハリウッドの大物俳優が続々と出演する様になった。
コンテは当時ブームだったマカロニ・ウエスタンにも出演した。オペラ界の演出家だったマリオ・ランフランキが監督した『死の宣告』（1968年/未ソフト化）の仇役だった。主演はロビン・クラークなる無名の米国俳優だったが、仇役一味をトーマス・ミリアン、エンリコ・マリア・サレルノ、アドルフォ・チェリと豪華な面々が演じた。
翌年の1969年にはユーゴスラビア製の戦争物『クロス・イーグル作戦』（未/ビデオ/テレビ放映）で監督に進出し1950年代からB級アクション・スターとして鳴らしたロリー・カルホーンと主演もした。尚、本作はイタリアとスロヴェニアでロケされた。
その後帰米し、フランシス・コッポラ監督の『ゴッドファーザー』（1972年）に出演した。作品がヒットしたために亜流を量産するイタリア映画界に再び招かれる。トニー・アンソニーが製作・主演し、イレーネ・パパスやライオネル・スタンダーもゲスト出演した『1931ワンス・アポン・ア・タイム・イン・ニューヨーク』（1972年/未/ビデオ）やアラン・ドロン主演の『ビッグガン』（1973年）の仇役であるボス役、かつての俳優仲間だったヘンリー・シルヴァ主演の『ザ・ボス/暗黒街の標的』（1973年/未/ビデオ/テレビ放映）、セルジオ・マルティーノ監督の『イタリアン・コネクション』（1974年）等に立て続けに起用されたが、亡くなる直前の1975年まで多忙を極めた。『エクソシスト3』（1975年/未/ビデオ）等、死後に完成した作品も存在する。尚、『ゴッドファーザー』と『ゴッドファーザーPART2』（1973年）を再編集した長編テレビ映画『ゴッドファーザー・サガ』（1977年）は死後に放映され、日本では1994年にテレビ東京が大晦日特番として放送した。

## 主な出演作品
- パープル・ハート The Purple Heart (1944)
- 旋風大尉 Captain Eddie (1945)
- 激戦地 A Walk in the Sun (1945)
- 記憶の代償 Somewhere in the Night (1946)
- いのち短かし The Other Love (1947)
- 出獄 Call Northside 777 (1948)
- 都会の叫び Cry of the City (1948)
- 疑惑の渦巻 Whirlpool (1949)
- 他人の家 House of Strangers (1949)
- 深夜復讐便 Thieves' Highway (1949)
- 青いガーディニア The Blue Gardenia (1953)
- 砂漠部隊 Desert Legion (1953)
- 驀走二万哩 Mask of Dust (1954)
- 暴力団 The Big Combo (1955)
- 攻撃目標零 Target Zero (1955)
- 明日泣く I'll Cry Tomorrow (1955)
- 紐育秘密結社 New York Confidential (1955)
- 海の壁 This Angry Age (1958)
- コルドラへの道 They Came to Cordura (1959)
- オーシャンと十一人の仲間 Ocean's Eleven (1960)
- 僕のベッドは花ざかり Who's Been Sleeping in My Bed? (1963)
- サーカスの世界 Circus World (1964)
- 偉大な生涯の物語 The Greatest Story Ever Told (1965)
- クィーン・メリー号襲撃 Assault on a Queen (1966)
- トニー・ローム/殺しの追跡 Tony Rome (1967)
- ホテル Hotel (1967)
- セメントの女 Lady in Cement (1968)
- ゴッドファーザー The Godfather  (1972)
- ザ・ボス/暗黒街の標的 Il boss (1973)
- マフィア・コネクション L'onorata famiglia - Uccidere è cosa nostra (1973)
- イタリアン・コネクション Milano trema: la polizia vuole giustizia (1973)
- ビッグ・ガン Les Grands Fusils (1973)